# Valentine Demy
Valentine Demy (24 de janeiro de 1963) é uma atriz pornô e ex-campeã de fisiculturismo italiana.

## Biografia
Nascida em Pisa e cujo nome de batismo é Marisa Parra, Demy começou sua carreira no cinema no final dos anos 80, aparecendo muitas vezes em papéis principais em filmes de diversos gêneros, principalmente do gênero erótico, no qual foi direcionada, entre outros, por Tinto Brass e Joe D'Amato. Em meados dos anos 90 ela passou a estrelar filmes pornográficos. Ela ainda é uma ex-campeã de fisiculturismo.
Seu nome artístico é inspirado no personagem de quadrinhos de mesmo nome criado por Guido Crepax.